# Perledo
Perledo is een gemeente in de Italiaanse provincie Lecco (regio Lombardije) en telt 900 inwoners (31-12-2004). De oppervlakte bedraagt 12,5 km², de bevolkingsdichtheid is 73 inwoners per km².

## Demografie
Perledo telt ongeveer 431 huishoudens. Het aantal inwoners steeg in de periode 1991-2001 met 6,6% volgens cijfers uit de tienjaarlijkse volkstellingen van ISTAT.
| Jaar | Inwoneraantal |
| ---- | ------------- |
| 1991 | 820           |
| 2001 | 874           |

## Geografie
Perledo grenst aan de volgende gemeenten: Bellano, Esino Lario, Menaggio (CO), Parlasco, Varenna.

## Bezienswaardigheden
- Castello di Vezio

## Verkeer & vervoer
Perledo heeft een treinstation aan de spoorlijn , het station Varenna-Esino-Perledo. Dit station bedient naast Perledo ook Esino Lario en Varenna.
Door Perledo loopt de weg SP 65 die Varenna verbindt met Esino Lario.